# 恰姆津卡 (恰姆津卡区)
恰姆津卡（羅馬化：Chamzinka）是俄罗斯莫尔多瓦共和国的工人村（市级镇）、恰姆津卡区行政中心，地处莫尔多瓦共和国东部，在共和国首府萨兰斯克东北方。附近有阿拉特里河流域内努亚河（Нуя）几条支流流过。镇内设有同名铁路车站。
该地2021年人口有8,961人；2010年人口9,463；2002年人口9,906；1989年人口9,845。